# Anniina
Anniina Timonen, conosciuta semplicemente come Anniina (Lappeenranta, 1995), è una cantante finlandese.

## Biografia
Anniina è salita alla ribalta nel 2015 con la sua partecipazione a The Voice of Finland, dove è stata eliminata nella fase dei duelli. Due anni dopo ha vinto l'ottava edizione del talent show finlandese Idols. Dopo aver firmato un contratto con la Universal Music Finland, ha pubblicato il suo singolo di debutto, Syvään päähän, che ha debuttato alla 12ª posizione della Suomen virallinen lista ed è stato certificato disco d'oro con oltre 20.000 unità vendute a livello nazionale. Il suo album di debutto, Sä et tunne mua, è uscito il 4 ottobre 2019.

## Discografia

### Album
- 2019 - Sä et tunne mua

### Singoli
- 2017 - Syvään päähän
- 2018 - Vääristymä
- 2018 - Ei noin
- 2019 - Fuckboy